# Pac-Man 2: The New Adventures
Pac-Man 2: The New Adventures is een side-scrolling-avonturenspel en vervolg op Pac-Man. In plaats van een doolhofspel is Pac-Man 2 een point-and-click adventure. Het werd ontwikkeld en uitgebracht door Namco voor de Super Nintendo Entertainment System en Genesis. Het spel is nooit in Europa en Japan voor de Mega Drive verschenen.
Het spel bevat elementen van Pac-Land, en ook van de animatieserie, zoals Pac-Mans familie en de slechterik.

## Gameplay
Pac-Man 2 bevat gameplay met elementen van traditionele point-and-click adventures, maar verschilt in enkele opzichten van andere spellen in het genre. In tegenstelling tot andere point-and-click adventures waarin de speler met verschillende commando's in aanraking kan komen met de omgeving, kan de speler Pac-Man niet rechtstreeks besturen. Het enige commando dat de speler kan geven is door middel van de "kijk"-knop, waardoor Pac-Man kijkt in de richting die wordt aangegeven op de vierpuntsdruktoets. De speler is meer een soort waarnemer en is bewapend met een katapult, die gebruikt kan worden om op objecten in de wereld te schieten, waaronder op Pac-Man zelf.